# 원형질연락사
원형질연락사(Plasmodesmata, 단수: plasmodesma)는 식물 세포와 일부 조류 (수생 생물) 세포의 세포벽을 가로질러 이들 세포 사이의 이동과 통신을 가능하게 하는 미세한 채널이다. 원형질연락사는 여러 계통에서 독립적으로 진화했으며, 이러한 구조를 가진 종에는 윤조강, 차축조과, 콜레오카에테목 및 갈조류뿐만 아니라 육상 식물로 더 잘 알려진 모든 배아 식물이 포함된다. 동물 세포와 달리 거의 모든 식물 세포는 다당류 세포벽으로 둘러싸여 있다. 따라서 이웃 식물 세포는 한 쌍의 세포벽과 중간층판에 의해 분리되어 아포플라스트(apoplast)라고 알려진 세포외 도메인을 형성한다. 세포벽은 작은 용해성 단백질과 기타 용질을 투과할 수 있지만 원형질연락사는 세포 간 물질의 직접적이고 조절된 대칭 수송을 가능하게 한다. 원형질연락사에는 세포 분열 중에 형성되는 1차 원형질연락사와 성숙한 세포 사이에 형성될 수 있는 2차 원형질연락사라는 두 가지 형태가 있다.
간극연접(gapjunction) 및 막 나노튜브라고 불리는 유사한 구조는 동물 세포를 상호 연결하고 식물 세포의 색소체 사이에 기질이 형성된다.

## 같이 보기
- 간극연접